# Berwick (motorfietsmerk)
Berwick is een historisch Brits motorfietsmerk.
De bedrijfsnaam was: Berwick Motor Co., Riverside Works, Tweedmouth, later Berwick Mfg. Co., Banbury, Oxfordshire.
Berwick begon in 1929 met de productie van motorfietsen met een afwijkende constructie. De 246- en 346cc-Villiers-tweetaktmotoren waren achterstevoren ingebouwd, zodat de ontstekingsmagneet aan de voorkant zat. De drieversnellingsbak zat aan het motorcarter vastgeschroefd en de machine had asaandrijving met een worm/wormwiel-overbrenging. Er was een star dubbel wiegframe toegepast met een Brampton girdervork. Al vanaf het begin verkeerde het bedrijf in financiële moeilijkheden en al snel verhuisde men van Tweedmouth naar Banbury. Daar werd in 1930 de productie opnieuw opgestart en waarschijnlijk liepen de verkopen toen iets beter, maar de Grote Depressie was intussen begonnen en Berwick beëindigde de productie.